# Izmenični električni tok
Izménični eléktrični tók je električni tok, pri katerem gibanje električnega naboja ne poteka vedno v isti smeri (kot na primer pri enosmernem toku, pri katerem potuje le v eno smer), ampak se smer periodično spreminja oziroma niha, največkrat tako, da se s časom sinusno spreminja. Izmenični tok teče skozi električni porabnik, priključen na izmenično napetost.